# Pipistrelli del Madagascar
Pipistrelli del Madagascar
In Madagascar sono state descritte 45 differenti specie di pipistrelli, 38 delle quali sono endemiche. Tra di esse vi sono rappresentanti di ben 6 delle 8 famiglie di pipistrelli presenti in Africa. Una famiglia (Myzopodidae) ed un genere (Paremballonura) sono presenti solo in Madagascar. Tre generi (Eidolon, Coleura e Triaenops) hanno origini africane mentre altri (Pteropus, Emballonura e Mormopterus) sono di origine asiatica.
Il numero delle specie note ha subito un notevole incremento nel corso dell'ultimo decennio: nella checklist redatta da Daniel Bennet & John Russ nel 2001 venivano censite 31 specie ma al 2011 il numero delle specie segnalate è salito a 44.
| In verde |  | sono contrassegnate le specie endemiche. |

Lo stato di conservazione è indicato in base alla Lista rossa della Unione Internazionale per la Conservazione della Natura (IUCN).

## Megachiroptera

### Pteropodidae
| Specie                    | Nome comune                                        | Status IUCN |  |
| ------------------------- | -------------------------------------------------- | ----------- |  |
| Pteropus rufus            | volpe volante del Madagascar                       |             |  |
| Eidolon dupreanum         | pipistrello della frutta paglierino del Madagascar |             |  |
| Rousettus madagascarensis | rossetto del Madagascar                            |             |  |

## Microchiroptera

### Emballonuridae
| Specie                 | Nome comune                          | Status IUCN |  |
| ---------------------- | ------------------------------------ | ----------- |  |
| Coleura kibomalandy    |                                      |             |  |
| Paremballonura atrata  |                                      |             |  |
| Paremballonura tiavato |                                      |             |  |
| Taphozous mauritianus  | pipistrello delle tombe di Mauritius |             |  |

### Hipposideridae
| Specie                      | Nome comune             | Status IUCN |  |
| --------------------------- | ----------------------- | ----------- |  |
| Hipposideros besaoka        |                         |             |  |
| Hipposideros commersoni     | Ipposidero di Commerson |             |  |
| Hipposideros cryptovalorona |                         |             |  |

### Rhinonycteridae
| Specie                 | Nome comune | Status IUCN |  |
| ---------------------- | ----------- | ----------- |  |
| Paratriaenops auritus  |             |             |  |
| Paratriaenops furculus |             |             |  |
| Triaenops menamena     |             |             |  |

### Miniopteridae
| Specie                    | Nome comune | Status IUCN |  |
| ------------------------- | ----------- | ----------- |  |
| Miniopterus aelleni       |             |             |  |
| Miniopterus ambohitrensis |             |             |  |
| Miniopterus brachytragos  |             |             |  |
| Miniopterus egeri         |             |             |  |
| Miniopterus gleni         |             |             |  |
| Miniopterus griffithsi    |             |             |  |
| Miniopterus griveaudi     |             |             |  |
| Miniopterus mahafaliensis |             |             |  |
| Miniopterus majori        |             |             |  |
| Miniopterus manavi        |             |             |  |
| Miniopterus petersoni     |             |             |  |
| Miniopterus sororculus    |             |             |  |

### Molossidae
| Specie                   | Nome comune | Status IUCN |  |
| ------------------------ | ----------- | ----------- |  |
| Chaerephon atsinanana    |             |             |  |
| Chaerephon jobimena      |             |             |  |
| Chaerephon pumilus       |             |             |  |
| Mops leucostigma         |             |             |  |
| Mops midas               |             |             |  |
| Mormopterus jugularis    |             |             |  |
| Otomops madagascariensis |             |             |  |
| Tadarida fulminans       |             |             |  |

### Myzopodidae
| Specie               | Nome comune                     | Status IUCN |  |
| -------------------- | ------------------------------- | ----------- |  |
| Myzopoda aurita      | pipistrello dai piedi a ventosa |             |  |
| Myzopoda schliemanni |                                 |             |  |

### Nycteridae
| Specie                    | Nome comune | Status IUCN |  |
| ------------------------- | ----------- | ----------- |  |
| Nycteris madagascariensis |             |             |  |

### Vespertilionidae
| Specie                  | Nome comune | Status IUCN |  |
| ----------------------- | ----------- | ----------- |  |
| Neoromicia bemainty     |             |             |  |
| Myotis goudoti          |             |             |  |
| Laephotis matroka       |             |             |  |
| Laephotis robertsi      |             |             |  |
| Laephotis malagasyensis |             |             |  |
| Pipistrellus hesperidus |             |             |  |
| Pipistrellus raceyi     |             |             |  |
| Scotophilus borbonicus  |             |             |  |
| Scotophilus marovaza    |             |             |  |
| Scotophilus robustus    |             |             |  |
| Scotophilus tandrefana  |             |             |  |